# Shoji Nonoshita
Shoji Nonoshita (født 24. maj 1970) er en tidligere japansk fodboldspiller.
Han har spillet for flere forskellige klubber i sin karriere, herunder Gamba Osaka, Yokohama Flügels og Consadole Sapporo.